# Шевченко, Никита Николаевич
Ники́та Никола́евич Шевче́нко (род. 27 ноября 2003, Курск) — узбекский и российский футболист, вратарь клуба «Пахтакор».

## Биография
Родился в Курске.
Воспитанник курской ДЮСШ №4, тренеры Делов Олег Леонидович и Тельных Дмитрий Александрович. 25 февраля 2021 года перешёл в молодёжную команду клуба «Сочи». В феврале 2022 года присоединился к молодёжной команде ташкентского «Локомотива».
Зимой 2023 года пополнил состав клуба «Пахтакор». В сезоне 2023 в его составе стал чемпионом Узбекистана. Также дважды становился финалистом Суперкубка Узбекистана (2023, 2024).
27 апреля 2025 года в матче чемпионата Узбекистана против клуба «Шуртан» дебютировал в профессиональном футболе.

## Статистика выступлений
| Выступление      | Выступление      | Выступление      | Лига | Лига | Кубки | Кубки | Итого | Итого |
| Клуб             | Лига             | Сезон            | Игры | Голы | Игры  | Голы  | Игры  | Голы  |
| ---------------- | ---------------- | ---------------- | ---- | ---- | ----- | ----- | ----- | ----- |
| Пахтакор         | Суперлига        | 2025             | 2    | 0    | 0     | 0     | 2     | 0     |
| Пахтакор         | Итого            | Итого            | 2    | 0    | 0     | 0     | 2     | 0     |
| Всего за карьеру | Всего за карьеру | Всего за карьеру | 2    | 0    | 0     | 0     | 2     | 0     |

## Достижения
«Пахтакор»
- Чемпион Узбекистана: 2023
- Финалист Суперкубка Узбекистана (2): 2023, 2024
- Итого : 1 трофей